# Переамінування
Переамінування (рос. переаминирование, англ. transamination) —
- 1. Заміна в органічних сполуках аміногрупи на іншу аміногрупу, в тому числі заміщену, або ж перенесення аміногрупи з одної сполуки в іншу, що відбувається при нагріванні, в присутності каталізаторiв (кислотних): Me3Sn–NEt2 + H2NPh —→ Me3Sn–NHPh

- 2. Ферментативний процес переносу аміногрупи від амінокислоти.

Синонім — трансамінуання.